# Леслі Шталь
Леслі Рене Шталь (нар. 16 грудня 1941 року) — американська тележурналістка.

## Біографія
Леслі Шталь народилася в єврейській родині у місті Лінн, штат Массачусетс, США в 1941 році. Дитинство Леслі пройшло в містечку Свемпскотт, штат Массачусетс. У 1977 році Леслі Шталь вийшла заміж за американського журналіста Аарона Латама. У пари одна дитина — донька Тейлор Латам Шталь. На даний час сім'я проживає у Нью-Йорку.

## Кар'єра
Леслі Шталь із відзнакою закінчила Уітонський коледж, який спеціалізувався в галузі історії. Шталь розпочала свою телевізійну кар'єру на телеканалі Бостон-5 в якості продюсера і ведучої в прямому ефірі. У 1972 році Леслі працювала ведучою новин на телеканалі CBS, в 1974 році стала кореспонденткою. Її популярність зросла після того, як вона взяла участь у розслідуванні Вотергейтського скандалу. Згодом Леслі Шталь почала працювати кореспонденткою Білого Дому під час президентства кількох американських керманичів, зокрема: Джиммі Картера, Рональда Рейгана і Джорджа Герберта Вокера Буша.
З вересня 1983 по травень 1991 року Шталь працювала ведучою програми Face the Nation. P 2002 по 2004 рік вона була учасницею документального телесеріалу 48 годин. У 2002 році Леслі писала заголовки для телепередачі 60 хвилин. Коли американська телеведуча, журналістка та продюсерка Кеті Курик працевлаштувалася на CBS, Шталь знизили зарплату до $500 000.
У жовтні 2007 року Ніколя Саркозі, Президент Франції, встав і вийшов зі студії під час інтерв'ю через питання про відносини з дружиною, яке поставила Леслі Шталь.

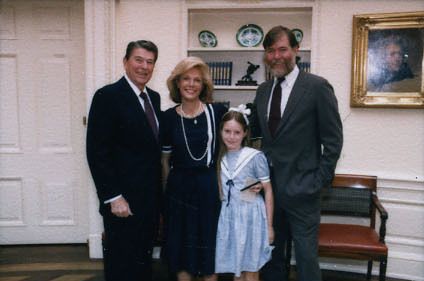
Леслі Шталь із сім'єю та президентом Рональдом Рейганом, 1986 р.

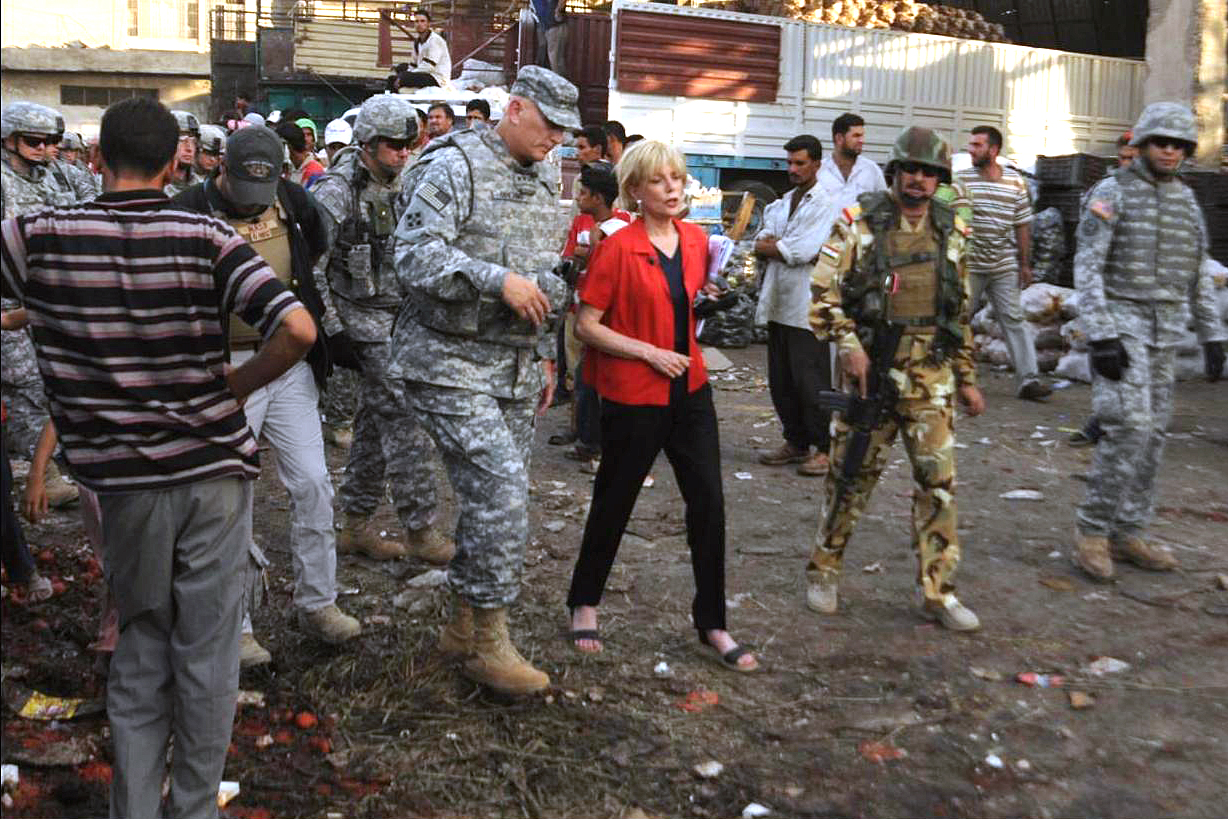
Леслі Шталь бере інтерв'ю у Раймонда Одіерно для телепередачі 60 Minutes у м. Мадинат-ес-Садр (Ірак), 2008 р.

У 1998 році Леслі Шталь з'явилася в американському телесеріалі Фрейзер, граючи саму себе в епізоді «Desperately Seeking Closure».
Вона є авторкою однієї книги під назвою Reporting Live, яка була опублікована в 1999 році.
У 2008 році Шталь отримала почесний ступінь доктора гуманітарних наук у Колгейтському університеті.
Леслі Шталь є однією із співзасновників wowOwow.com [Архівовано 19 лютого 2017 у Wayback Machine.] — сайту для жінок, де вони обговорюють питання культури, політики тощо.
Л. Шталь входить до складу Ради з міжнародних відносин.
3 травня 2020 року в ефірі телепрограми 60 хвилин Шталь повідомила, що її госпіталізували із COVID-19. Невдовзі вона одужала.